# Ambulancebegeleiding

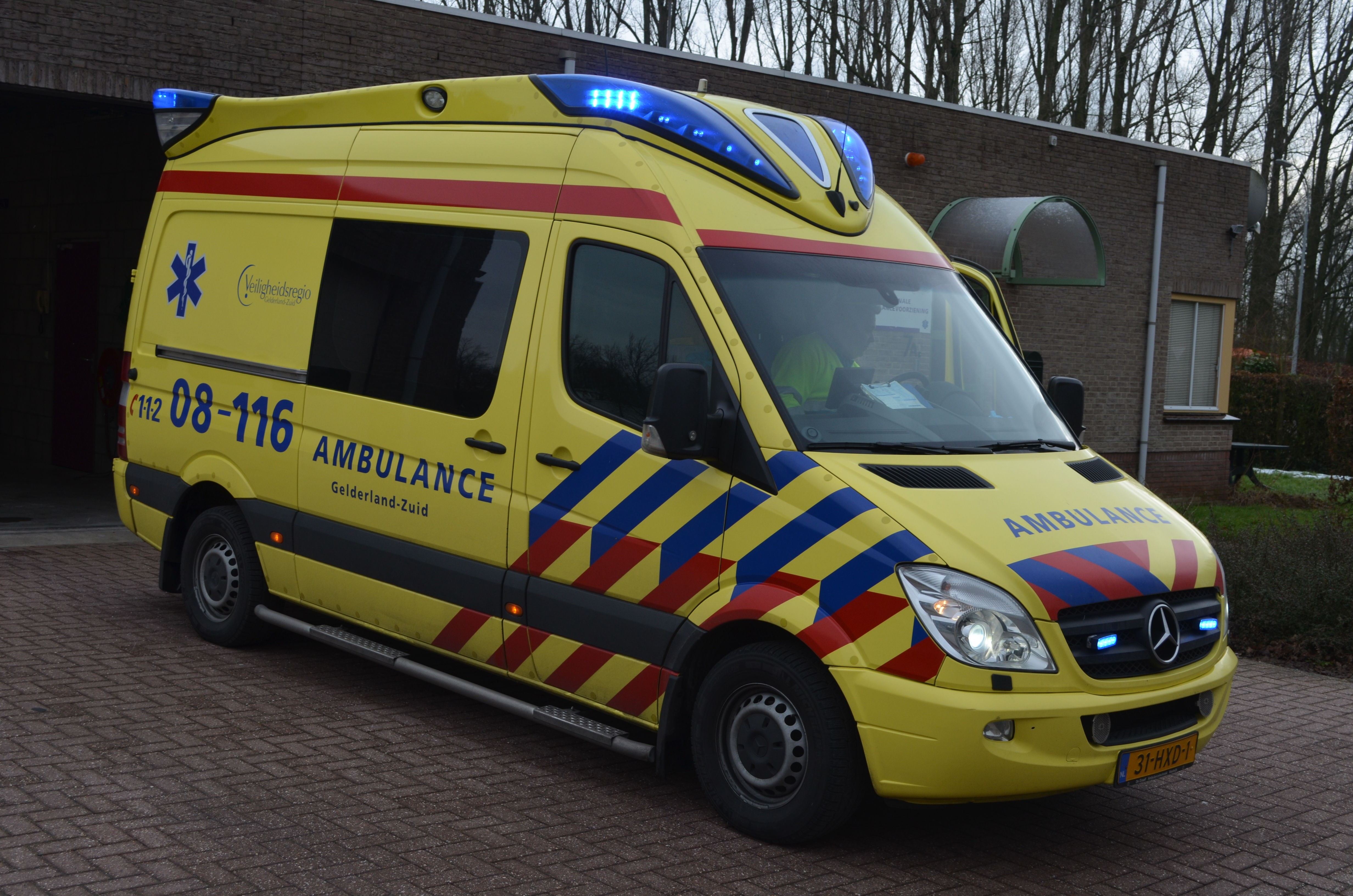
Rettungswagen Niederlande

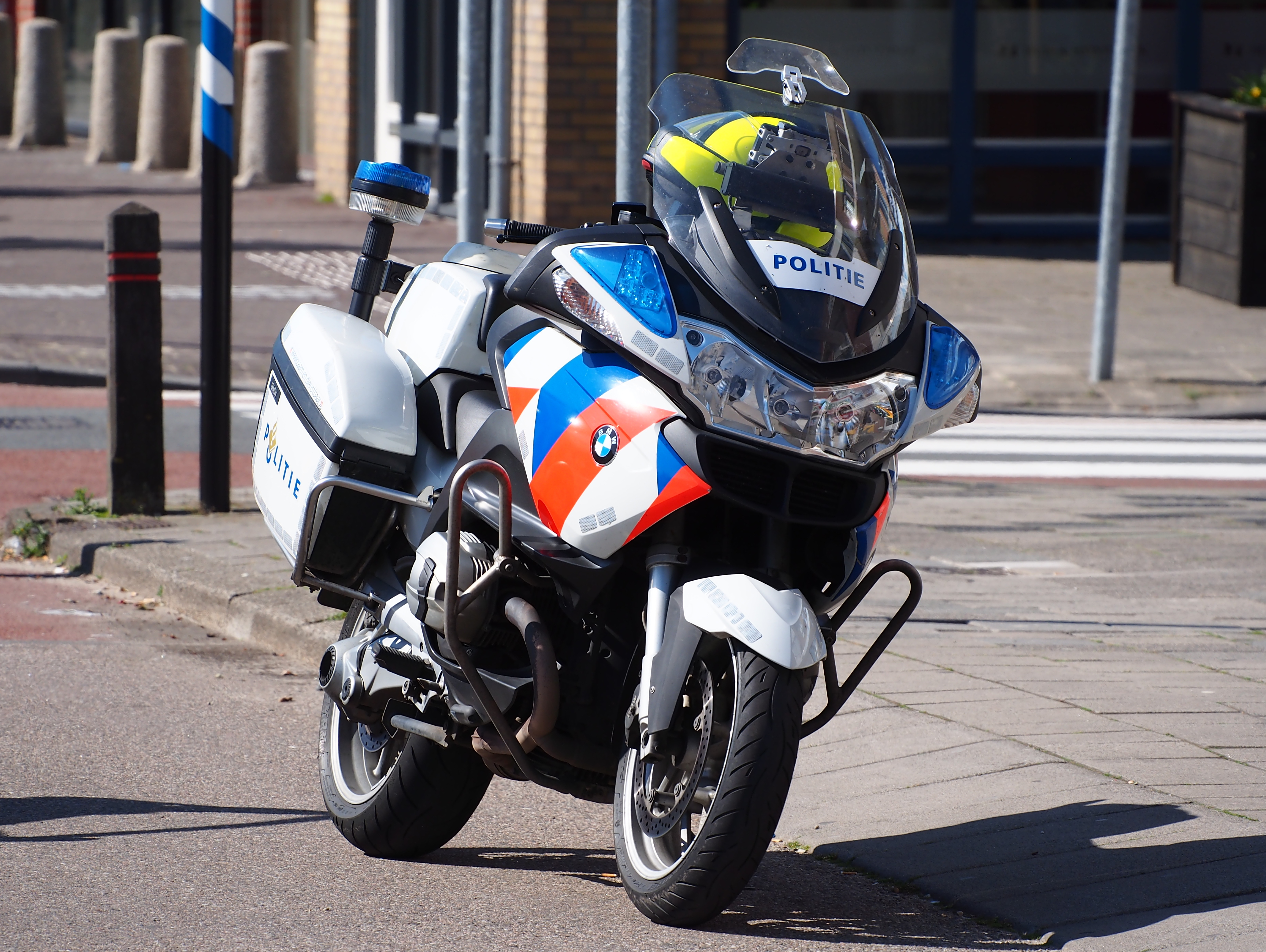
Polizeimotorrad Niederlande

Eine Ambulancebegeleiding (deutsch: Ambulanzbegleitung) oder auch niederländisch Spoedbegeleiding ist eine Praxis in den Niederlanden, bei der ein Rettungswagen im Notfalleinsatz durch eine Polizeieskorte begleitet wird. Im Regelfall fahren drei Polizisten auf schweren Motorrädern dem Rettungswagen voraus, um die Fahrstrecke möglichst frei zu halten, damit der Rettungswagen ohne Halt durchfahren kann. Ziel ist der sichere und beschleunigte Transport eines Verunglückten oder Kranken in ein Krankenhaus ohne Bremsmanöver, da abruptes Beschleunigung oder Bremsen für den Patienten sehr belastend sein kann. Auch die langsame und vorsichtige Verlegung von Intensivpatienten kann durch eine Polizeieskorte begleitet werden.
Zuständig für eine derartige verkehrstechnische Begleitung (VTB Verkeerstechnische Begeleiding) ist die Verkehrspolizei. Sie verfügt über Polizeimotorräder und speziell geschulte Motorradfahrer für solche Einsätze. Über die Rettungsleitstelle kann für die Eskorte eines Rettungswagens bei der VTB-Polizei eine Anforderung gestellt werden. Die Ambulanzbegleitung besteht aus einem Kommandanten, der stets vor dem Rettungswagen fährt und diesen durch den Verkehr führt. Eine Funkverbindung besteht im Regelfall nicht und der Rettungswagenfahrer muss dem Kommandanten 'blind' folgen. Vor diesen beiden Fahrzeugen bilden die spitser die Vorhut, die abwechselnd die voraus liegenden Kreuzungen oder Gefahrenstellen absichern, ggf. räumen, den Querverkehr blockieren und alle anderen Verkehrsteilnehmer warnen oder zum Halten zwingen.
Der gesamte Konvoi fährt mit optischen und akustischen Signalen (Blaulicht und Martinshorn). Die drei Motorradfahrer stehen über Funk in Verbindung und geben Informationen zu Staus, Abfahrten oder einer Änderung des geplanten Fahrwegs ab. Der an der Spitze fahrende Fahrer hält an der nächsten Stelle an und gibt mit einer Trillerpfeife und Armbewegungen entsprechende Kommandos, um den Verkehr zu regeln und eine Fahrspur frei zu machen bzw. frei zu halten. Der zweite Motorradfahrer fährt an dieser Stelle vorbei und hält in hohem Tempo auf die nächste Stelle zu, um dort das Gleiche vorzunehmen. Bei Annäherung des Kommandanten fädelt sich der jetzt zweite Motorradfahrer in den Konvoi ein und fährt wieder ganz nach vorne.
Üblicherweise fahren Rettungsfahrzeuge in den Niederlanden im Einsatz auf dem Pannenstreifen und nur, wenn ein solcher nicht vorhanden ist, wird wie in Deutschland rechts der linken Fahrspur gefahren. Im Falle von gestauten Stadtstraßen wird auch auf der Gegenfahrbahn oder auf einem befestigten Streifen der Straßenbahn gefahren und entsprechend gesichert. Durch die regelmäßigen Schulungen sind die Fahrer mit den Straßenverhältnissen vertraut und kennen die Hauptwege zu den Kliniken.
Ein ähnliches Verfahren (vorausfahrende Polizisten auf Motorrädern) wird auch zur Bildung einer Rettungsgasse verwendet und Notärzte könnten notfalls auf den Motorrädern durch einen Stau mitgenommen werden.